# Ramón Goy de Silva
Ramón Goy de Silva (Ferrol, c. 1883-Madrid, 1962) fue un escritor español.

## Biografía
Nació en 1883 o 1888 en la localidad gallega de Ferrol. Goy de Silva, que cultivó la poesía y el teatro, a lo largo de su vida colaboró con textos en publicaciones periódicas como Prometeo,La Esfera, Córdoba, ABC y Blanco y Negro, entre otras. Falleció el 10 de octubre de 1962 en su vivienda del n.º 61 de la calle de Ortega y Gasset y sería enterrado en el cementerio de la Almudena.

## Obras

### Teatro
- Teatro escogido: La Reina Silencio; La Corte del Cuervo Blanco; Juicio de Bufón; Esther, espejo de amor. Con unas confesiones del autor. Madrid: Aguilar, 1955.
- Salomé (1908)
- Judith (1910)
- La reina Silencio. Tragedia Madrid, Imprenta Casa Vidal, 1911. 2.ª ed. con el título de La reina Silencio. Misterio en tres actos seguido de algunas viñetas dramáticas. Salomé - Cleopatra - Belkis - El sueño de la Reina Mab, Madrid: Atenea, 1918.
- El eco. Drama en tres actos y en prosa Madrid: G. Verdasco, 1913; 2.ª ed. Madrid. Imp. Tirso de Frutos, 1915.
- La corte del cuervo blanco. Fábula escénica en cuatro jornadas, en prosa, y un prólogo en verso. (1914 y Madrid: Ed. Biblioteca Rubén Darío, 1929)
- Sirenas mudas. Drama en tres actos 1915 y Madrid: Sociedad Española de Librería, 1925.
- Juicio de bufón
- Esther, espejo de amor
- Sueños de noches lejanas, Madrid: Impr. Helénica, 1912 (piezas breves)

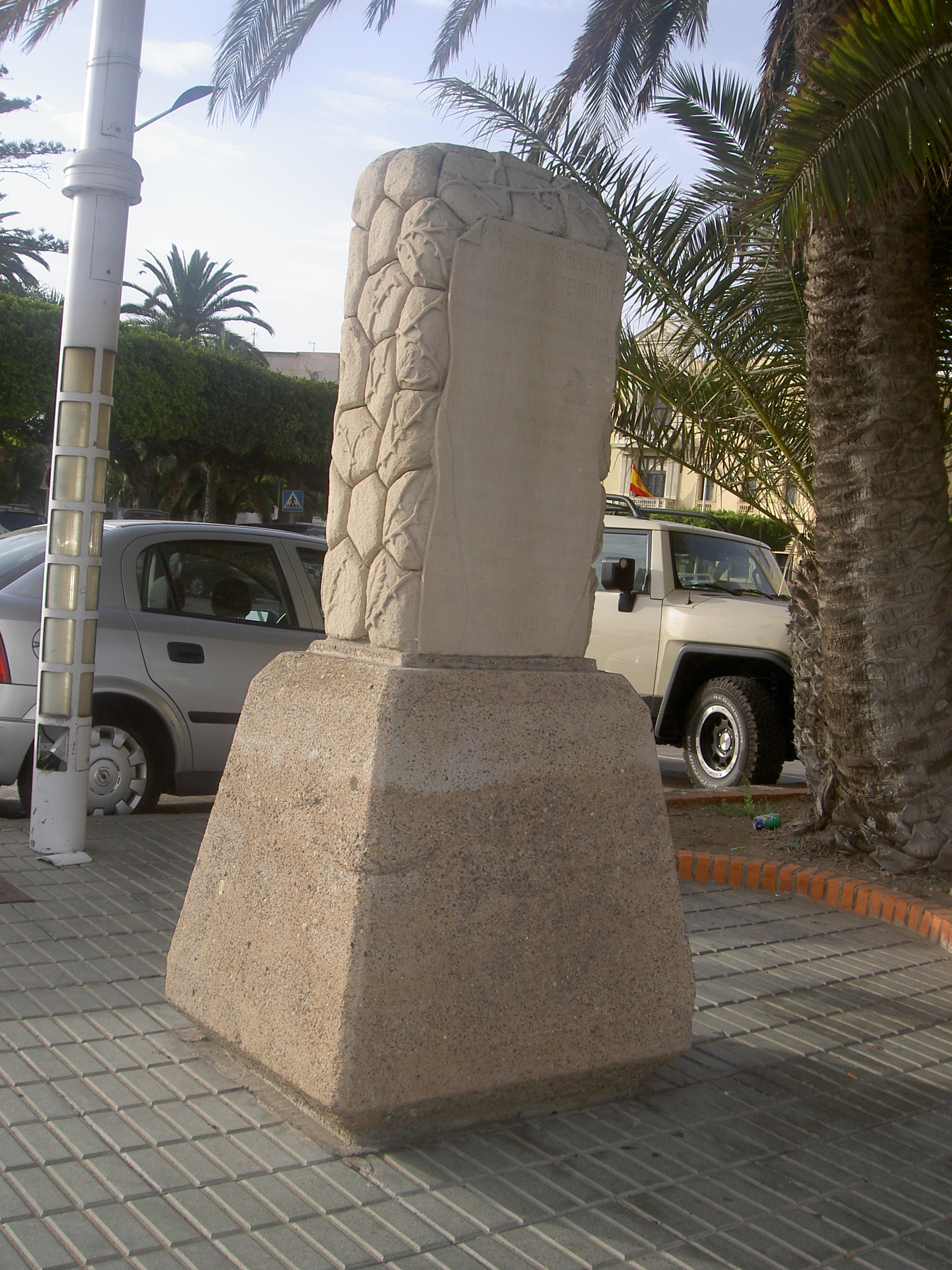
Monolito a los héroes de Monte Arruit con el soneto La Cruz de Monte Arruit

### Lírica
- Cuenta de la lavandera. Vía Iris. Antenas Siderales, Madrid: Imprenta G. Hernández y Galo Sáez (Biblioteca Rubén Darío), 1927 (poesías)
- La poesía de Ramón Goy de Silva: Antología crítica. Ferrol: Sociedad de Cultura Valle-Inclán, 1989 y 1993.

### Otros
- La de los siete pecados (El libro de las danzarinas). Myriam. Salomé. Cleopatra. Belkis. Letanía de los siete pecados, Madrid: R. Velasco, 1913.
- Borrón y cuenta nueva : crónicas de Marruecos, Alcoy, Imprenta de E. Insa, 1923
- Viaje a Belén. Cuentos para recreo y enseñanza de los niños hasta los ciento y pico de años, Madrid: Ed. Afrodisio Aguado, 1949.
- Mientras cantaban las ocarinas, Madrid : Afrodisio Aguado, 1949
- Las educandas. Diario de una colegiala, Madrid: Ed. Afrodisio Aguado, 1950.
- Doña Gárgola: Por qué no me casé con Berta..., Madrid: Afrodisio Aguado [1951]
- Obras escogidas de Ramón Goy de Silva; introducción, selección y edición de Ricardo L. Landeira; Ferrol: Concello de Ferrol, 1995.